# Maks Samec
Maks Samec, slovenski kemik, biokemik, meteorolog in pedagog, * 27. junij 1881, Kamnik, † 1. julij 1964, Ljubljana.

## Življenjepis
Rodil se je v Kamniku, kjer je bil njegov oče, prav tako Maks Samec, župan, sicer pa zdravnik z zanimanjem za naravoslovje. Doktoriral je leta 1904 iz kemije na Filozofski fakulteti dunajske univerze. Že v letu 1903 je začel raziskovati svetlobno intenziteto in absorpcijo pri profesorju Arthurju Bersonu (dvakratnemu svetovnemu rekorderju v višinskih poletih z baloni). Ko je bil v letih 1904 in 1905 zaposlen kot asistent pri Centralnem zavodu za meteorologijo na Dunaju, je tudi sam začel letati z balonom, tako da je lahko opravljal meritve v visokih zračnih plasteh. V šolskem letu 1905/1906 je začel poučevati na eni od dunajskih realk, z baloni pa je letal vse do prve svetovne vojne, nato pa je začel leteti z letali. Leta 1909 je na Dunaju izšel članek »Teorija in praksa letenja z zračno ladjo«, v katerem na desetih straneh opisuje tudi lastne izkušnje, kar velja za prvi članek kakega Slovenca o letenju z balonom. Na različnih realkah na Dunaju je poučeval do leta 1914.
Ob ustanovitvi Univerze v Ljubljani so ga povabili, da organizira študij kemije. Vabilu se je odzval in v Ljubljani opremil prvi raziskovalni kemijski laboratorij, kar je predstavljalo osnovo za delovanje univerzitetnega Kemičnega inštituta. Bil je prvi redni profesor za kemijo na Tehniški fakulteti in njen prvi prodekan (1919/1920), dekan iste fakultete (1920-22 in 1934/35) in 15. rektor Univerze v Ljubljani (1935-1937). Na rektorskem sedežu je nasledil Frana Ramovša, ki je predčasno odstopil. Za časa njegovega vodenja univerze se je začela gradnja Narodne in univerzitetne knjižnice (NUK).
Že na Dunaju je raziskoval koloidne sisteme. Leta 1922 je sodeloval pri ustanovitvi Koloidnega društva. Veliko raziskav je opravil na škrobu, preučeval pa je tudi encim amilazo, ki škrob razgrajuje. Napisal je več kot 200 razprav in dve monografiji. Ob petdesetletnici njegovega raziskovalnega dela leta 1954 je izšla tudi prva številka znanstvene revije Acta Chimica Slovenica, v kateri je bila večina prispevkov namenjenih raziskavam škroba. Maks Samec je bil prvič izvoljen med člane SAZU leta 1940, vendar je kmalu odpovedal članstvu zaradi sporov v akademiji. Ponovno so ga sprejeli med (redne) akademike v letu 1949.  Od 1962 do smrti je bil tajnik njenega razreda za matematične, fizikalne in tehnične vede. Bil je tudi član Nemške akademije znanosti Leopoldina v Halleju in jugoslovanske akademije (JAZU) v Zagrebu. Predaval je tudi na drugih fakultetah, pred vojno na primer na Medicinski fakulteti. Leta 1945 so mu odvzeli profesuro zaradi domnevne kršitve kulturnega molka, saj je med vojno objavljal rezultate svojih raziskav v nemških strokovnih časopisih. Tudi raziskovalnega dela ni več smel opravljati na univerzi, tako da je nadaljeval z raziskavami v zasilnem laboratoriju v današnjem NUK. Oktobra 1946 je postal prvi upravnik novoustanovljenega (a sprva še ne delujočega) Kemičnega inštituta Slovenske akademije znanosti in umetnosti, ki ga je vodil do upokojitve 1959.
Bil je prvi predsednik Prirodoslovnega društva Slovenije (1934/35), kasneje tudi prvi (1951-1963) in nazadnje tudi častni predsednik Slovenskega kemijskega društva ter častni član Zveze inženirjev in tehnikov. Leta 1949 je dobil Prešernovo nagrado »za znanstvena raziskovanja in za znanstvene rezultate, ki so pomembni za izpolnitev petletnega plana« in leta 1950 za »uspešno delo za proizvodnjo metalurgičnega koksa iz domačega premoga«.. Prejel je tudi več mednarodnih priznanj in nagrad.
Po Maksu Samcu se imenujejo priznanja, ki jih podeljuje Fakulteta za kemijo in kemijsko tehnologijo Univerze v Ljubljani od leta 2006; 2015 je ob 50-letnici njegove smrti izšel zbornik Maks Samec (1881-1964) : življenje in delo  v avli Kemijskega inštituta pa so mu leta 2017 odkrili doprsni kip.